# Titanus giganteus
Titanus giganteus is een kever uit de familie van de boktorren (Cerambycidae). Het is voor zover bekend de langste kever en een van de langste insecten. De kever komt voor in de regenwouden van Venezuela, Colombia, Ecuador, Peru, Guyana en Noord-Centraal-Brazilië.
Volwassen kevers kunnen zo'n 16,7 cm lang worden. Er wordt gezegd dat hun kaken potloden kunnen breken en door de huid heen bijten. De volwassen boktor eet niet meer en zoekt alleen naar een geschikte partner.
De larve is nooit gevonden, maar er wordt aangenomen dat deze zich met hout voedt.